# Hemiscorpiidae
Hemiscorpiidae là một họ bọ cạp. Họ này có 12 chi với khoảng 70 loài.

## Phân loại
Họ này gồm các chi sau:
- Cheloctonus Pocock, 1892
- Chiromachetes Pocock, 1899
- Chiromachus Pocock, 1893
- Habibiella Vachon, 1974
- Hadogenes Kraepelin, 1894
- Hemiscorpius Peters, 1861
- Heteroscorpion Birula, 1903
- Iomachus Pocock, 1893
- Liocheles Sundevall, 1833
- Monodopisthacanthus Lourenço, 2001
- Opisthacanthus Peters, 1861
- Paleocheloctonus Lourenço, 1996